# Moreaua gigaglomerulosa
Moreaua gigaglomerulosa är en svampart som beskrevs av Vánky 2002. Moreaua gigaglomerulosa ingår i släktet Moreaua och familjen Anthracoideaceae.   Inga underarter finns listade i Catalogue of Life.